# هيدأكي ياناغيدا
هيدأكي ياناغيدا (باليابانية: 柳田英明؛ بالكانا: やなぎだ ひであき) هو مصارع رياضي ياباني، ولد في 1947 في هاتشيروغاتا ‏ في اليابان.

## وصلات خارجية
- هيدأكي ياناغيدا على موقع قاعدة بيانات المصارعة الدولية (الإنجليزية)
- هيدأكي ياناغيدا على موقع اللجنة الأولمبية الدولية (الإنجليزية)
- هيدأكي ياناغيدا على موقع أوليمبيديا (الإنجليزية)